# Григорьев, Андрей Степанович
Андрей Степанович Григо́рьев (24 августа 1896, Санкт-Петербург — 6 января 1967, Ленинград) — советский военный и политический деятель. Репрессирован (1934). Реабилитирован в 1956 году.

## Биография
Родился в 1896 году в Санкт-Петербурге в семье литографа. Трудовой путь начинал литографом, затем был призван на военную службу.
до 1917 года: Участник Первой мировой войны. 38-й Сибирский стрелковый полк, прапорщик. 
Награды до 1917 года:
Орден Св. Станислава 3-й степени с мечами и бантом (ВП 21.07.1916)
Орден Св. Анны 3-й степени с мечами и бантом (ВП 21.07.1916)
27 февраля 1917 года во время февральской революции со взводом Литовского полка перешёл на сторону восставших. Был избран командиром роты и членом батальонного комитета.
В феврале 1918 года вступил в Красную гвардию Выборгской стороны Петрограда. С сентября участвовал в боях на Северном фронте в качестве командира отдельного батальона и командира 1-й бригады 18-й дивизии.
1919 — Командир 155-го стрелкового полка.  Приказом Реввоенсовета награждён орденом Красного Знамени (РСФСР).
В 1921—1924 годах — Новгородский губвоенком. Избирался членом бюро Новгородского губкома РКП(б) и членом президиума губисполкома.
В 1925—1937 — управляющий домами отдыха и санаториями ВЦСПС по Ленинградской обл.
Арестован 16 декабря 1937 года. 29 июня 1938 года Военной коллегией Верховного суда СССР признан виновным в преступлениях, предусмотренных статьями 17-58-8, 58-7, 11 УК РСФСР. Приговор: 15 лет лишения свободы с последующим поражением в правах на 5 лет (служил в должности начальника политотдела МТС в Западной Сибири. Жена проживала вместе с А. С. Григорьевым на поселении. Работал зав. коммунальным хозяйством г. Барнаула.
Реабилитирован 16 мая 1956 года. Военной коллегией Верховного суда СССР дело прекращено за отсутствием состава преступления.
С 1957 года — персональный пенсионер.
Умер 6 января 1967 года в Ленинграде, похоронен на Красненьком кладбище.